# Hadagali- S-Yavagal, Ron
Hadagali- S-Yavagal là một làng thuộc tehsil Ron, huyện Gadag, bang Karnataka, Ấn Độ.